# Saint-Amand-des-Hautes-Terres

Saint-Amand-des-Hautes-Terres este o comună în departamentul Eure, Franța. În 1 ianuarie 2018 avea o populație de 284 de locuitori.